# Тамара Радовановић
Тамара Радовановић (Београд, 31. јул 1996) српска је глумица и музичарка.

## Биографија
Тамара Радовановић је рођена у Београду, где је и одрасла, а завршила одсеке музичке школе за клавир и соло певање. Током студија глуме на Факултету драмских и филмских уметности Универзитета Синергија, у класи професора Ивана Јевтовића и асистента Михаила Лаптошевића, почела је активно да игра у позоришту, те се тако појавила у представама театра Мадленијанум у Земуну. Паралелно са студијама, учествовала је и у различитим културно-уметничким програмима. Своју прву телевизијску улогу остварила је у серији Прва тарифа из 2017, урађеној по сценарију Тадије Милетића и у режији Филипа Чоловића. Исте године је са својом класом учествовала на Позорју младих, где су извели комад Прослава. Наредне године појавила се у филму Милорада Милинковића, Патуљци са насловних страна, а остварила је и улоге у телевизијским серијама Убице мог оца, Шифра Деспот и Ургентни центар. Током 2019. је учествовала у реализацији пројекта Моја генерација Z, а затим и серији Истине и лажи, појавивши се у неколико епизода треће сезоне. Потом је играла у једном од сегмената филма Deathcember, под називом Децембар деветнаести, који је режирао Милан Тодоровић. а улогу је, такође, остварила и у првом редитељском наслову Гордана Кичића, Реална прича.
Са својом класом је играла у представи Стварни свет 2019. године на сцени Театра Вук. После телевизијских серија Жигосани у рекету и Јунаци нашег доба, у којима је остварила епизодне улоге, Тамара Радовановић је добила један од главних женских ликова у подели пројекта Тате, чије је премијерно приказивање отпочело на Првој српској телевизији крајем јануара 2020. Чланица је музичких састава Vrooom и Tria Band, а наступа и као диск-џокеј.
Током ванредног стања у Републици Србији, изазваног пандемијом ковида 19, драмски уметници, међу којима и Тамара Радовановић, организовали су Изванредно позориште. Представе су изводили уживо, а премијерна приказивања била су на Јутјубу. Тамара је узела учешће у комадима Брод љубави Небојше Ромчевића и Сан летње ноћи Вилијама Шекспира, које је режирала Теа Пухарић. Представе су се изводиле уторком, а недељу дана након премијера, игране су прве репризе.

## Улоге

### Филмографија
| Год.       | Назив                       | Улога                 | Напомена                |
| ---------- | --------------------------- | --------------------- | ----------------------- |
| 2010-е     |                             |                       |                         |
| 2017.      | Прва тарифа                 | неодлучна девојка     | ТВ серија, 3 еп.        |
| 2018.      | Патуљци са насловних страна | сестра 2              |                         |
| 2018.      | Убице мог оца               | преводилац            | ТВ серија, 1 еп.        |
| 2018.      | Шифра Деспот                | водитељка             | ТВ серија, 1 еп.        |
| 2018—2020. | Ургентни центар             | Ранка / Марина        | ТВ серија, 5 еп.        |
| 2019.      | Моја генерација Z           | Јована                | ТВ серија, 1 еп.        |
| 2019.      | Истине и лажи               | Ања                   | ТВ серија, 10 еп.       |
| 2019.      | Дуња                        |                       |                         |
| 2019.      | Реална прича                | секретарица Лидија    |                         |
| 2019.      | Жигосани у рекету           | певачица              | ТВ серија, 1 еп.        |
| 2019—2020. | Јунаци нашег доба           | Ивона Пешић           | ТВ серија, 2 еп.        |
| 2020-е     |                             |                       |                         |
| 2020.      | Jazavac Pred Sudom: With the Badger on Trial        | црнка                 |                         |
| 2020.      | Југословенка                | Јована Трифуновић     | ТВ серија               |
| 2020.      | Мама и тата се играју рата  | секретарица Лидија    | ТВ серија               |
| 2020—2021. | Тате                        | Ема Угрица            | ТВ серија, 180 еп.      |
| 2021.      | Koлегинице                  | Бојана                | ТВ серија, главна улога |
| 2021.      | Предстража (енгл. )         | Недра                 | ТВ серија, 9 еп.        |
| 2021—2022. | Коло среће                  | Гордана Ракетић       | ТВ серија, главна улога |
| 2022.      |                             | Софи / Катја Соколова |                         |
| 2022.      | Лејла                       |                       |                         |
| 2022.      | Државни службеник           | Ивана Хамедова        | ТВ серија, 3 еп.        |
| 2022.      | Мала супруга                | Нада Симоновић        | ТВ серија, главна улога |
| 2023.      | Од јутра до сутра           | Тамара                | ТВ серија               |

### Позоришне представе
| Наслов                  | Улога               | Редитељ       | Позориште                              | Премијера         |
| ----------------------- | ------------------- | ------------- | -------------------------------------- | ----------------- |
| Прослава                | Линда / покојна кћи | Иван Јевтовић | Универзитет Синергија                  | 2017.             |
| Сенка / Еуридика говори |                     | Ивана Вујић   | Опера и театар Мадленијанум            | 25. октобар 2017. |
| TƎЯƎT                   | Бианка              | колективна    | Сценска лабораторија „Борислав Гвојић“ | 13. мај 2018.     |
| Присутност              | Констанца           | колективна    | Опера и театар Мадленијанум            | 30. јун 2018.     |
| Стварни свет            | Мадлен II           | Теа Пухарић   | Театар Вук                             | 2019.             |
| Брод љубави             | Саша                | Теа Пухарић   | Изванредно позориште                   | 31. март 2020.    |
| Сан летње ноћи          | Хелена              | Теа Пухарић   | Изванредно позориште                   | 14. април 2020.   |

### Спотови
- Она друга — Ивана Селаков (2021)[34]